# Skånske herreder
Skåne var historisk opdelt i 23 herreder (med svenske navne i parentes):
| - Albo Herred (Albo härad) - Bare Herred (Bara härad) - Bjerre Herred (Bjäre härad) - Froste Herred (Frosta härad) - Fers Herred (Färs härad) - Gers Herred (Gärds härad) - Harriager Herred (Harjagers härad) - Herrested Herred (Herrestads härad) - Ingelsted Herred (Ingelstads härad) - Jerrested Herred (Järrestads härad) - Lynids Herred (Ljunits härad) | - Luggude Herred (Luggude härad) - Nørre Åsbo Herred (Norra Åsbo härad) - Onsø Herred (Onsjö härad) - Oksie Herred (Oxie härad) - Rønnebjerg Herred (Rönnebergs härad) - Skyds Herred (Skytts härad) - Sønder Åsbo Herred (Södra Åsbo härad) - Torne Herred (Torna härad) - Vemmenhøj Herred (Vemmenhögs härad) - Villand Herred (Villands härad) - Vester Gønge Herred (Västra Göinge härad) - Øster Gønge Herred (Östra Göinge härad) |